# Thomas J. Curran
Thomas Jerome Curran (* 28. November 1898 in New York City; † 29. Juli 1958 ebenda) war ein US-amerikanischer Jurist und Politiker.

## Werdegang
Thomas Jerome Curran wurde 1898 an der Lower East Side in Manhattan geboren und wuchs in Greenwich Village auf, wo er den Rest seines Lebens verbrachte. Über seine Jugendjahre ist nichts bekannt. Er besuchte die Xavier High School. Danach ging er auf das Fordham College, wo er 1920 seinen Abschluss machte, nach dem er während des Ersten Weltkrieges in der US-Army diente. Dann trat er in die New York National Guard ein. Curran studierte Jura. 1923 graduierte an der Fordham University School of Law. Er erhielt seine Zulassung als Anwalt.
Curran begann seine juristische Laufbahn beim New York State Insurance Fund. Danach war er drei Jahre lang in seiner eigenen Anwaltspraxis tätig. 1928 wurde er Assistant United States Attorney im Southern District of New York. Er gab 1931 seine Stellung auf, um als Republikaner für das New York City Board of Aldermen zu kandidieren. Bei seiner ersten Kandidatur erlitt er eine Niederlage, aber zwei Jahre später, 1934, wurde er zum Alderman gewählt sowie zum Minority Leader. 1936 wählte man ihn zum republikanischen Leiter in seinem Bezirk und 1937 zum Delegierten, um 1938 bei der Verfassunggebenden Versammlung von New York teilzunehmen. Curran war 1940 Leiter der New York County Republican Organization – ein Posten, den er bis zu seinem Tod bekleidete. 1944 kandidierte er erfolglos für einen Sitz im US-Senat. Curran erlitt eine Niederlage gegenüber dem Amtsinhaber Robert F. Wagner.
Der Gouverneur von New York, Thomas E. Dewey, ernannte ihn zum Secretary of State von New York. Curran bekleidete den Posten von 1943 bis 1955. Während seiner Amtszeit war er 1944 Gastgeber für die Wahlmänner. Dabei trat er für die Abschaffung des Electoral College ein. In seiner Rede vor demokratischen Wählern behauptete er, dass dies wohl wahrscheinlich die letzte Versammlung sein würde, da so viele Amerikaner dieses Verfahren als überholt ansahen.
Curran nahm 1944, 1948 und 1956 als Delegierter und 1952 als Ersatzmann (Alternate Delegate) an den Republican National Conventions teil. Er saß viele Jahre lang im New York State Republican Committee.
Im Alter von 59 Jahren, 1958, verstarb er an den Folgen einer Herzerkrankung im Saint Vincent’s Catholic Medical Center in Manhattan. Er wurde dann auf dem Calvary Cemetery in Woodside beigesetzt.
Sein Sohn Paul J. Curran saß in der New York State Assembly und war von 1973 bis 1975 United States Attorney im Southern District of New York.